# LaGrange (Ohio)
LaGrange és una població dels Estats Units a l'estat d'Ohio. Segons el cens del 2000 tenia 1.815 habitants.

## Demografia
Segons el cens del 2000, LaGrange tenia 1.815 habitants, 618 habitatges, i 501 famílies. La densitat de població era de 398,2 habitants per km².
Dels 618 habitatges en un 45,6% hi vivien nens de menys de 18 anys, en un 68,8% hi vivien parelles casades, en un 8,9% dones solteres, i en un 18,9% no eren unitats familiars. En el 14,6% dels habitatges hi vivien persones soles el 5% de les quals corresponia a persones de 65 anys o més que vivien soles. El nombre mitjà de persones vivint en cada habitatge era de 2,94 i el nombre mitjà de persones que vivien en cada família era de 3,25.
Per edats la població es repartia de la següent manera: un 32,1% tenia menys de 18 anys, un 7,3% entre 18 i 24, un 33,3% entre 25 i 44, un 20,4% de 45 a 60 i un 6,9% 65 anys o més.
L'edat mediana era de 33 anys. Per cada 100 dones de 18 o més anys hi havia 92,2 homes.
La renda mediana per habitatge era de 50.750 $ i la renda mediana per família de 55.179 $. Els homes tenien una renda mediana de 41.591 $ mentre que les dones 26.302 $. La renda per capita de la població era de 19.465 $. Aproximadament el 3,6% de les famílies i el 6,2% de la població estaven per davall del llindar de pobresa.

## Poblacions properes
El següent diagrama mostra les poblacions més properes.